# A929 road
Die A929 road ist eine A-Straße in der schottischen Council Area Dundee. Die Straße verbindet den Kingsway, den äußeren, aus A90 (Edinburgh–Fraserburgh) und A972 gebildeten Straßenring, mit dem Innenstadtring aus A92 (Dunfermline–Stonehaven) und A991. Sie bildet damit eine der Haupteinfallstraßen der Großstadt, indem sie einen bedeutenden Zugang aus nördlicher Richtung zur Innenstadt und der Tay Road Bridge über den Firth of Tay bildet.

## Verlauf
Im Norden beginnt die A929 an der durch zwei verknüpfte Kreisverkehre gelösten Einmündung der A972 in die A90, die den äußeren Straßenring an dieser Stelle in nördlicher Richtung verlässt. Zunächst als Forfar Road und nach der Einmündung der Pitkerro Road als Albert Street führt die A929 nach Süden in Richtung Stadtzentrum. Nach einer Strecke von 1,3 km spaltet sich der Straßenverlauf auf. Die Albert Street, nach Querung der B959 zunächst als Princess Street, später als King Street führt in südwestlicher Richtung bis zu ihrer Einmündung in den Innenstadtring. Die Gegenrichtung wird über Arthurstone Terrace, Dens Road und Victoria Road weiter nördlich geführt. Sie zweigt an einem Kreisverkehr an der Nordseite vom Innenstadtring ab.